# Харцызский городской совет
 Харцызский городской совет (укр. Харцизька міська рада) — одна из административно-территориальных единиц в составе Донецкой области. Входит в состав Донецкой агломерации.

## Состав
На 2019 год:
Харцызский городской совет — 100 482 чел.
- город Харцызск — 56 861 чел.
- город Зугрэс — 18 024 чел.
- пгт Николаевка — 118 чел.
- город Иловайск — 15 543 чел.
- пгт Зуевка — 3 107 чел.
- пгт Троицко-Харцызск — 929 чел.
- пгт Войково/Благодатное — 36 чел.
- пгт Покровка — 159 чел.
- пгт Шахтное — 780 чел.
- пгт Широкое — 731 чел.
- пгт Горное — 3 307 чел.
- Сельское население — 887 чел.

Всего: 3 города, в том числе 2 города районного значения, 8 пгт, а также сельское население.

## Экономика
Металлургическая (Харцызский трубный завод, Харцызский канатный завод — «Силур»), машиностроительная (Харцызский машиностроительный завод, Харцызский литейный завод — Армлит, Харцызский завод металлических изделий, Зуевский энергомеханический завод) и пищевая промышленность (Харцызский завод пищевых концентратов). Зуевская ТЭЦ, Зуевская ТЭС. Железнодорожный узел Иловайск.